# 1 Denison Street
1 Denison Street es un rascacielos en el norte de Sydney, Australia. Diseñada por Bates Smart, la torre tiene una altura de 159 metros, lo que la convierte en el segundo edificio más alto del distrito financiero central de North Sydney.

## Historia
Las obras de construcción del edificio, construido por el promotor inmobiliario Winten Property Group y diseñado por el estudio de arquitectura Bates Smart, comenzaron en 2017 y finalizaron en 2020. 
La conclusión de las obras marcó la llegada de inquilinos al edificio, entre ellos SAP, Nine Entertainment y Microsoft. 